# Carlos Rivas Torres
Carlos Rivas, de son vrai nom Carlos Humberto Rivas Torres, est un footballeur international chilien né le 24 mai 1953 à Chimbarongo au Chili. Il évoluait au poste de milieu de terrain.

## Biographie

### En club
Carlos Rivas joue principalement en faveur du Deportes Antofagasta, et du club de Colo Colo.
Il dispute un total de 319 matchs en première division chilienne, inscrivant 91 buts. Il réalise sa meilleure performance lors de la saison 1980, où il marque 15 buts.
Il joue également huit matchs en Copa Libertadores avec Coco Colo, inscrivant deux buts, contre les clubs équatoriens du LDU Quito, et du Barcelona SC.

### En équipe nationale
Carlos Rivas reçoit 24 sélections en équipe du Chili entre 1975 et 1982, inscrivant 4 buts.
Il participe à la Coupe du monde 1982 organisée en Espagne. Lors de la phase finale du mondial, il ne joue aucun match. Il joue toutefois deux matchs face à l'Équateur, comptant pour les tours préliminaires de cette compétition.

## Palmarès
- Champion du Chili en 1979 et 1981 avec Colo Colo
- Vainqueur de la Coupe du Chili en 1981 et 1982 avec Colo Colo